# Чикин, Дмитрий Владимирович
Дмитрий Владимирович Чикин (род. 29 октября 1976, Сеща, Брянская область) — российский хоккеист, защитник. Тренер.

## Биография
Воспитанник СДЮШОР «Кписталл» Саратов. Выступал за команды «Химик» Энгельс (1992/93 — 1995/96), «Кристалл» Саратов
(1993/94 — 1997/98, 2001/02, 2003/04, 2007/08), «Нефтехимик» (1998/99), «Вестерос» (21 матч) и «Нючёпинг» (1 матч, обе — Швеция, 1999/2000), «Липецк» (2000/01), «Торпедо» НН (2002/03), «Белгород» и «Губкин» (2005/06), «Кристалл-2» (2007/08).
Выпускник ВШТ академии хоккея (4-й набор). Играющий тренер «Кристалла-2» (2007/08), тренер «Кристалла-2» / «Кристалла-Юниор» (2008/09 — 2011/12). Главный тренер сборной Южного федерального округа (2016/17). Тренер команды ВХЛ «Кристалл» Саратов (2012/13, до 29 октября). Главный тренер юношеских команд «Буйволы» (Краснодар, 2020—2024).